# 青森県教育委員会
青森県教育委員会（あおもりけんきょういくいいんかい）は、青森県の教育委員会である。

## 概要
青森県内の教育に関する事務を所掌する行政委員会であり、6人の委員で構成される。2024年2月現在の教育長は風張知子。
広義では、教育委員会の執行機関である教育委員会事務局を含めて、教育委員会と呼ぶこともある。
いじめ防止キャンペーンのCMを1997年から実施している。

## 組織
- 教育政策課
- 職員福利課
- 学校教育課
- 教職員課
- 学校施設課
- 生涯学習課
- スポーツ健康課
- 文化財保護課
- 高等学校教育改革推進室

## 所在地
- 〒030-8540 青森市長島一丁目1-1

## 市町村教育委員会
- 青森市教育委員会

## 参考・外部リンク
- 青森県教育委員会